# Лозовая Первая
Лозовая Первая (укр. Лозова Перша) — село в Кутьковском сельском совете Двуречанского района Харьковской области, Украины.
Код КОАТУУ — 6321882505. Население по переписи 2001 года составляет 12 (6/6 м/ж) человек.

## Географическое положение
Село Лозовая Первая находится в 2-х км от реки Нижняя Двуречная (правый берег), через село протекает безымянная река, ниже по течению которой примыкает к селу Лозовая Вторая.

## История
- 1932 — дата основания.

## Экономика
- В селе есть молочно-товарная ферма.